# Cooks Hill
Cooks Hill är en stadsdel i Newcastle i Australien. Den ligger i kommunen Newcastle och delstaten New South Wales, i den sydöstra delen av landet, omkring 120 kilometer nordost om delstatshuvudstaden Sydney. Antalet invånare är 3 621.